# Asterella linearis
Asterella linearis là một loài rêu trong họ Aytoniaceae. Loài này được Stephani M. Howe mô tả khoa học đầu tiên năm 1898.